# Winnenden

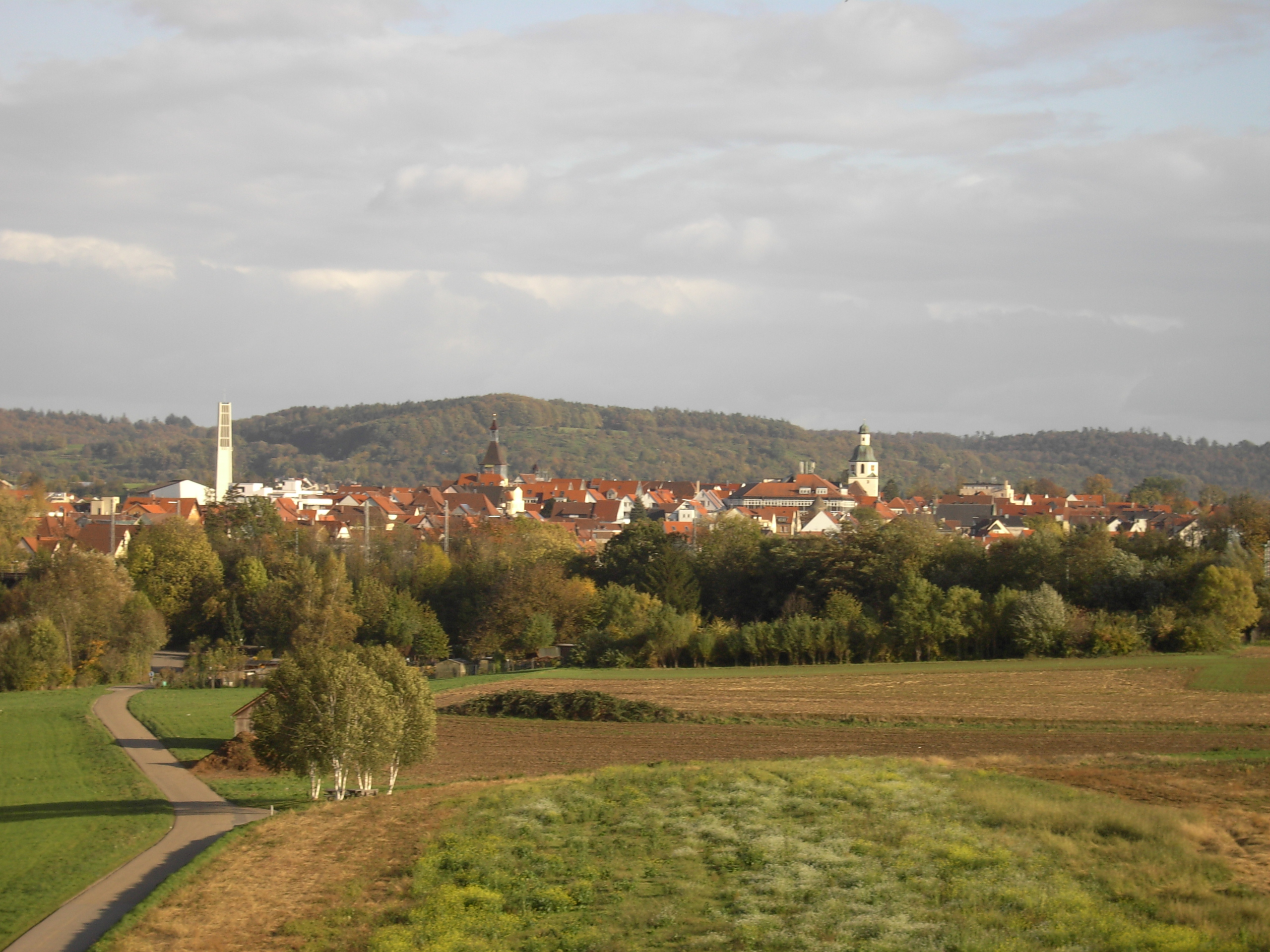
Gezicht op Winnenden vanaf de Zipfelbachtalbrücke van de B14n

Winnenden is een plaats in de Duitse deelstaat Baden-Württemberg, gelegen in het Rems-Murr-Kreis. De stad telt 28.334 inwoners. In Winnenden is het hoofdkwartier van Kärcher gevestigd.

## Geografie
Winnenden heeft een oppervlakte van 28,05 km² en ligt in het zuidwesten van Duitsland. De gemeente bestaat uit de kernen: Winnenden, Baach, Birkmannsweiler, Breuningsweiler, Bürg, Hanweiler, Hertmannsweiler en Höfen.

## Aangrenzende gemeenten
De volgende steden en dorpen liggen, beginnend in het noorden en met de klok mee rond de stad Winnenden: 

Backnang, Allmersbach im Tal, Berglen, Remshalden, Korb, Schwaikheim en Leutenbach.

## Geschiedenis
- De plaats Winnenden is waarschijnlijk ontstaan in de 12de Eeuw. Gottfried von Schauenburg-Winnenden wordt in een akte van 1181 vermeld als getuige in een oorkonde van keizer Frederik de Eerste. Frederik was eigenaar van kasteel "Windin". "Windin" gaat rond 1200 in de handen van Henry Neuffen over en in 1277 wordt Konrad von Weinsberg de eigenaar. Op 10 Oktober 1325 worden het kasteel en de stad Winnenden aan de stad Württemberg verkocht. Het stadsslot, dat sinds 1291 genoemd wordt, komt echter pas in 1665 onder de zeggenschap van Württemberg.
- Een besmettelijke, op de pest lijkende ziekte kost in 1616 ongeveer de helft van de bevolking het leven. Tijdens de Dertigjarige Oorlog wordt in 1638 en 1643 de stad geplunderd. Keizerlijke, Franse en Zweedse troepen bezetten dan tijdelijk Winnenden.
- In 1693 is het weer raak: Franse troepen steken de stad in brand. Verschillende gebouwen binnen de stadsmuren branden af.
- In 1808 en 1938 vinden verschillende gemeentelijke herindelingen plaats.
- Met de voltooiing van de Murrtalspoorweg krijgt de stad in 1876 een railverbinding met het Württemberger spoorwegnet.
- Op 11 maart 2009 worden in en rond de Albertville-Realschule in Winnenden 16 mensen doodgeschoten door een zeventienjarige ex-leerling van de school.

## Bevolkingsontwikkeling
De bevolkingcijfers zijn schattingen

| Jaar              | Inwoners |
| ----------------- | -------- |
| 1803              | 2.442    |
| 1823              | 2.776    |
| 1843              | 3.239    |
| 1855              | 3.000    |
| 1861              | 3.037    |
| 1 december 1871   | 3.168    |
| 1 december 1880 ¹ | 3.617    |
| 1 december 1890 ¹ | 3.530    |
| 1 december 1900 ¹ | 3.730    |
| 1 december 1910 ¹ | 4.414    |
| 16 juni 1925 ¹    | 4.723    |
| 16 juni 1933 ¹    | 5.134    |

| Jaar                | Inwoners |
| ------------------- | -------- |
| 17 mei 1939 ¹       | 5.783    |
| 1946                | 8.021    |
| 13 september 1950 ¹ | 8.917    |
| 6 juni 1961 ¹       | 11.685   |
| 27 mei 1970 ¹       | 14.243   |
| 31 december 1975    | 22.261   |
| 31 december 1980    | 22.334   |
| 27 mei 1987 ¹       | 22.044   |
| 31 december 1990    | 23.995   |
| 31 december 1995    | 26.144   |
| 31 december 2000    | 27.269   |
| 31 december 2005    | 27.758   |

¹ Gegevens van een volkstelling

## Politiek

### Gemeenteraad
De gemeenteraad kende na de verkiezing van 2004 de volgende partijen: CDU (10 zetels), Freie Wählervereinigung (8), SPD (5), Groen Alternatieve Lijst (3)
- Het langszittende raadslid was Walter Schmirler die 38 jaar raadslid was namens de CDU.

### Burgemeester
In 1930 kreeg Winnenden zijn eerste Burgemeester en sinds Winnenden in 1973 Große Kreisstadt wordt is er een Oberbürgermeister. Deze wordt voor 8 jaar direct door de kiezers gekozen. Hij is voorzitter van de gemeenteraad. Zijn plaatsvervanger heeft de titel "burgemeester."
Overzicht Oberbürgermeisters
- - 1978: Hermann Schwab
- 1978 - 1994: Karl-Heinrich Lebherz
- 1994 - heden: Bernhard Fritz

## Stedenbanden
Winnenden is sinds 1969 partnerstad van de stad Albertville in de Franse Alpen. De jongste partnerstad van Winnenden is het Spaanse Santo Domingo de la Calzada, waarmee in 1993 een partnerschaps-overeenkomst werd gesloten.

## Economie en Infrastructuur

### Vervoer

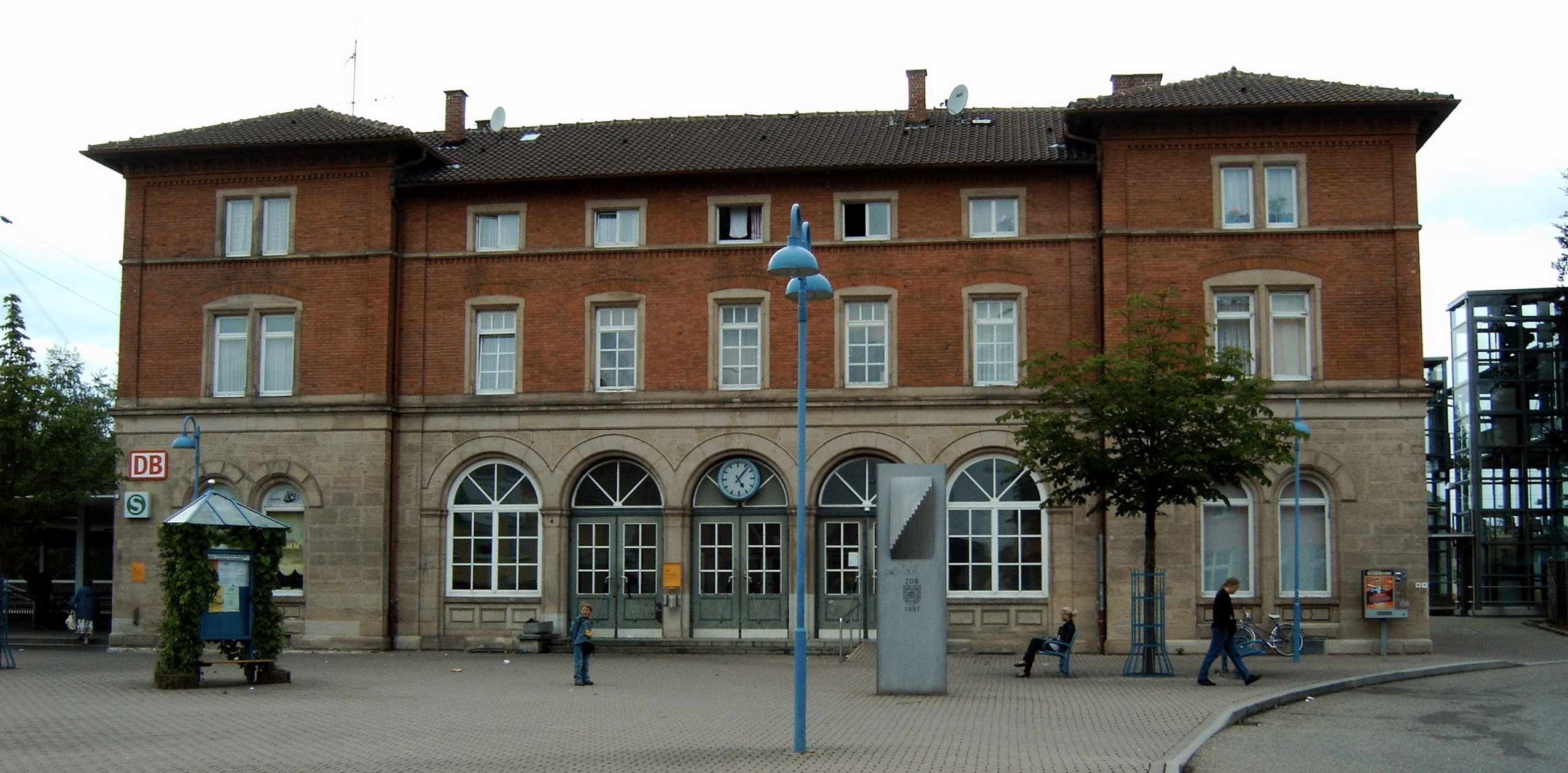
Station Winnenden

- Winnenden ligt aan de Bundesstraße 14 die door het centrum loopt en aan de snelweg-achtige, nieuwe Bundesstraße 14n.
- Winnenden ligt aan de spoorlijn Stuttgart - Crailsheim, de Murrtalspoorweg en aan de S-bahn lijn S 3 (Stuttgart-Backnang-Vliegveld Stuttgart). Vanuit Winnenden bereikt men in ongeveer 25 minuten Stuttgart. Tevens is er een netwerk van buslijnen dat ook de aangrenzende gemeenten ontsluit.

### Onderwijs
Winnenden heeft onder andere twee gymnasia (het Lessing en het Georg-Büchner-Gymnasium), twee Real-scholen (een schooltype voor middelbaar onderwijs in Duitsland, Oostenrijk, Zwitserland en Liechtenstein (De Realschule Albertville en de Geschwister-Scholl-Realschule), twee Hauptschulen (o.a. de Robert-Boehringer-Schule), een school voor speciaal onderwijs (de Haselsteiner Schule) en zeker zeven basisscholen.

### Ziekenhuis voor Psychiatrie en Neurologie

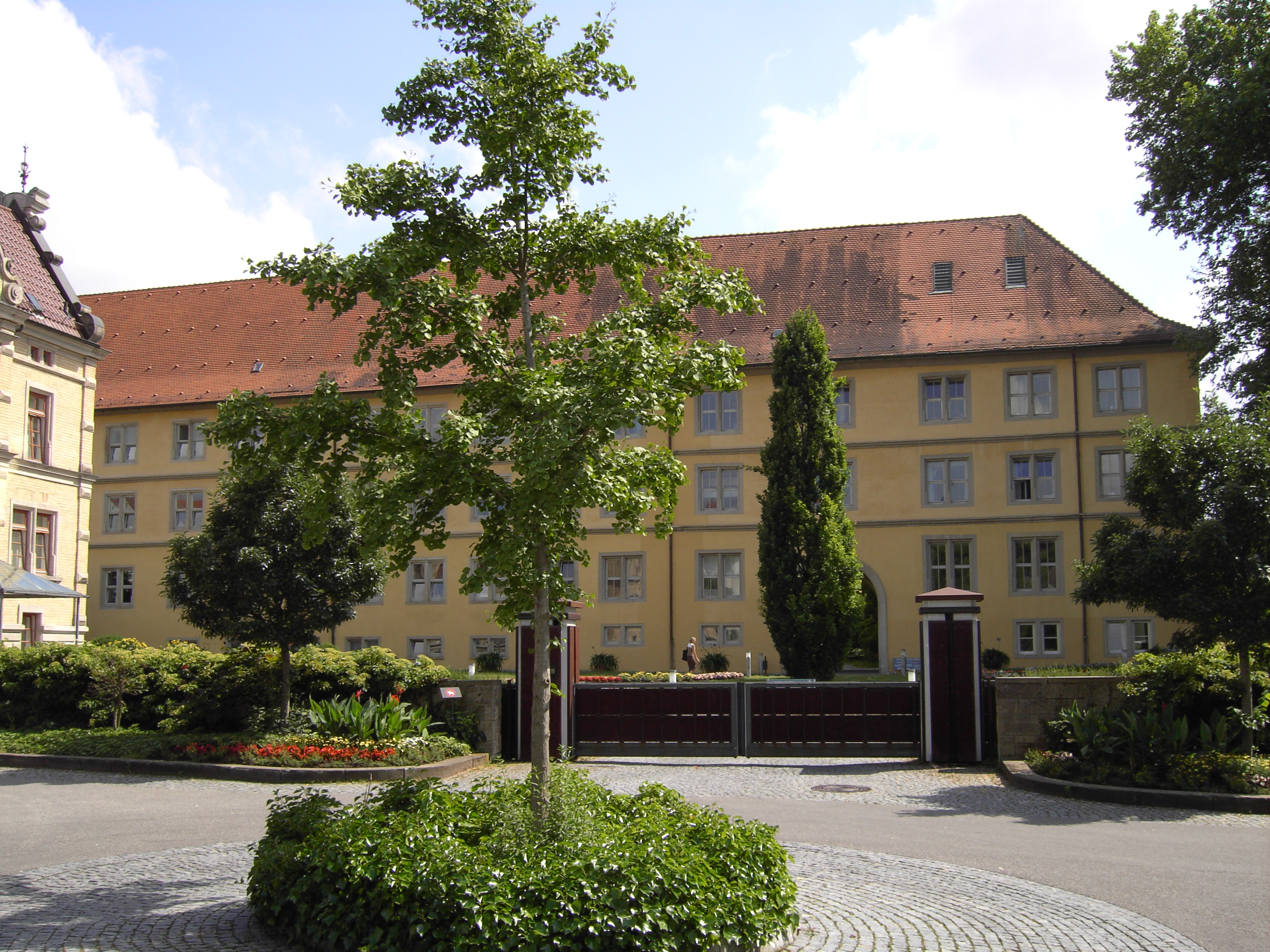
Kasteel Winnental

Op 1 maart 1834 werd in het kasteel Winnental een zenuwsanatorium gevestigd onder leiding van Dr. Albert Zeller. Zeller beïnvloedde met zijn werk in Winnenthal de ontwikkeling van de psychiatrie in Duitsland.
- De dichter Nikolaus Lenau was er in behandeling, evenals de arts en natuurkundige Robert Maier.
- In 1940 werden 396 patiënten door de nazi's naar Grafeneck afgevoerd en vermoord.
- In 1971 ontstond uit het voormalige sanatorium een modern psychiatrisch ziekenhuis (Landeskrankenhaus (PLK).
- In 1996 veranderde de juridische status van het ziekenhuis in een publieke instelling en werd het PLK omgedoopt inCentrum voor Psychiatrie(NDE).
- Tegenwoordig is het een modern ziekenhuis voor psychiatrie en neurologie met ongeveer 400 bedden.

### Nieuwe ziekenhuis
Op 14 Juli 2008 heeft de Vereniging van het Rems-Murr district Winnenden besloten om een nieuw centrale districtsziekenhuis te laten bouwen.
- De bouwkosten zullen ongeveer 280 miljoen euro bedragen.
- Het ziekenhuis zal worden verbonden met het aangrenzende ziekenhuis voor psychiatrie en neurologie.
- Met de voorbereidende werkzaamheden is in oktober 2008 begonnen.
- De werkelijke bouw zal beginnen in juni 2009. De opening is gepland in februari 2013.

### Kerken
- De protestantse parochiekerk Birkmannsweiler is van oorsprong een kapel die in de 19e eeuw werd herbouwd. De houten preekstoel is afkomstig uit 1520-30.
- De Breuningsweiler evangelische kerk werd gebouwd in 1922-23.
- De kerk Hertmannsweiler werd in 1733 op de plaats van een oudere kerk gebouwd en vervolgens in 1876 verlengd.

### Recreatie en Sport
- De "Wunnebad" biedt binnen-en buitenzwembaden met en oppervlakte van 2000m2, een wildwater gedeelte en een sauna.

### Sport
- Sportvereinigung Winnenden (SV Winnenden 1848 e.V.) is de grootste sportvereniging van Winnenden met 2800 leden en 15 afdelingen.

## Geboren
- Giles Hunnius de Oude (1550-1603), luthers theoloog
- Polycarpus Leyser de Oude (1552-1610), luthers theoloog
- Johann Albrecht Bengel (1687-1752), luthers theoloog, vertegenwoordiger van het piëtisme
- Johann Adam Grote d. Ä. (1697-1757), architect en landbouwer
- Christoph Gottlob Müller (1785-1858), geestelijke, vertegenwoordiger van het methodisme
- Johann Gottlieb Christaller (1827-1895), missionaris en taalkundige
- Julius Kornbeck (1839-1920), kunstschilder
- Robert Boehringer (1884-1974, industrieel (chemische industrie) en dichter
- Hans Heinz (1951), politicus (CDU)
- Björn Steiger (1960-1969), naamgever van de Björn-Steiger-Stiftung

## Schietincident
Winnenden kwam op 11 maart 2009 wereldwijd in het nieuws nadat een oud-scholier van de Albertville-Realschule twaalf mensen in klaslokalen doodschoot. Buiten school bracht hij nog drie voorbijgangers om. Hij werd op de vlucht door de politie in zijn been geschoten, kon niet meer verder lopen en pleegde zelfmoord door een kogel in zijn hoofd te schieten.
Alfdorf ·
Allmersbach im Tal ·
Althütte ·
Aspach ·
Auenwald ·
Backnang ·
Berglen ·
Burgstetten ·
Fellbach ·
Großerlach ·
Kaisersbach ·
Kernen im Remstal ·
Kirchberg an der Murr ·
Korb ·
Leutenbach ·
Murrhardt ·
Oppenweiler ·
Plüderhausen ·
Remshalden ·
Rudersberg ·
Schorndorf ·
Schwaikheim ·
Spiegelberg ·
Sulzbach an der Murr ·
Urbach ·
Waiblingen ·
Weinstadt ·
Weissach im Tal ·
Welzheim ·
Winnenden ·
Winterbach